# Diyorbek Urozboyev
Diyorbek Urozboyev (17 de agosto de 1993) es un deportista uzbeko que compite en judo.
Participó en los Juegos Olímpicos de Río de Janeiro 2016, obteniendo una medalla de bronce en la categoría de –60 kg. En los Juegos Asiáticos de 2018 obtuvo una medalla de oro en la misma categoría.
Ganó una medalla de bronce en el Campeonato Mundial de Judo de 2017 y una medalla de plata en el Campeonato Asiático de Judo de 2016.

## Palmarés internacional
| Juegos Olímpicos    | Juegos Olímpicos        | Juegos Olímpicos  | Juegos Olímpicos |
| Año                 | Lugar                   | Medalla           | Categoría        |
| ------------------- | ----------------------- | ----------------- | ---------------- |
| 2016                | Río de Janeiro (Brasil) | Medalla de bronce | –60 kg           |
| Campeonato Mundial  |                         |                   |                  |
| Año                 | Lugar                   | Medalla           | Categoría        |
| 2017                | Budapest (Hungría)      | Medalla de bronce | –60 kg           |
| Juegos Asiáticos    |                         |                   |                  |
| Año                 | Lugar                   | Medalla           | Categoría        |
| 2018                | Yakarta (Indonesia)     | Medalla de oro    | –60 kg           |
| Campeonato Asiático |                         |                   |                  |
| Año                 | Lugar                   | Medalla           | Categoría        |
| 2016                | Taskent (Uzbekistán)    | Medalla de plata  | –60 kg           |